# كورينا موراريو
كورينا موراريو (بالإنجليزية: Corina Morariu)‏ مواليد 26 يناير 1978 في ديترويت، هي لاعبة كرة مضرب أمريكية سابقة بدأت مسيرتها كمحترفة سنة 1994، اعتزلت اللعب في 2007. كما أنها إحدى بطلات الجراند سلام. أعلى تصنيف لها كان 29.

## بطولات حققتها
- بطولة ويمبلدون
- بطولة أستراليا المفتوحة للتنس

## النهائيات

### نهائيات البطولات الكبرى

#### الزوجي: 3 (1–2)
| الحصيلة | السنة | البطولة           | الأرضية | الشريك           | المنافس في النهائي                | النتيجة في النهائي |
| الفوز   | 1999  | ويمبلدون          | عشبية   | ليندسي دافينبورت | ماريان دي سواردت إيلينا تاتاركوفا | 6–4, 6–4           |
| الوصافة | 2001  | أستراليا المفتوحة | صلبة    | ليندسي دافينبورت | سيرينا ويليامز فينوس ويليامز      | 6–2, 2–6, 6–4      |
| الوصافة | 2005  | أستراليا المفتوحة | صلبة    | ليندسي دافينبورت | سفتلانا كوزنتسوفا اليسيا موليك    | 6–3, 6–4           |

## روابط خارجية
- كورينا موراريو على موقع رابطة محترفات التنس (الإنجليزية)
- كورينا موراريو على موقع الاتحاد الدولي لكرة المضرب (الإنجليزية)
- كورينا موراريو على موقع كأس بيلي جين كينغ (الإنجليزية)
- كورينا موراريو على موقع بطولة ويمبلدون (الإنجليزية)
- كورينا موراريو على موقع خلاصة التنس.كوم (الإنجليزية)
- كورينا موراريو على موقع إي إس بي إن.كوم (الإنجليزية)